# Skeppshults Gjuteri
Skeppshults Gjuteri AB je švédská slévárna, která vyrábí výrobky pro domácnost z litiny. Velká část položek je stále vyráběna ručně.
Společnost byla založena v roce 1906 Charlesem Anderssonem, poté co se vrátil z Ameriky, kde získal znalosti o odlévání. V jeho domě ve Skeppshultu, který se nachází u říčky Nissan, začal Charles Andersson provozovat slévárnu. 
Firma Skeppshult je světově proslulá výrobou kvalitního litinového nádobí, které vyváží např. i do Švýcarska, Japonska, Kanady, České republiky, ale třeba i do Číny. 